# Ctenopharynx
Ctenopharynx es un pequeño género del Haplochromini Cichlidae de África del Este conformada por tres especies; dos de ellas son endémicas del lago Malawi, mientras que una tercera puede encontrarse tanto en este lago como en la parte alta del río Shire. Puede alcanzar un tamaño mínimo aproximado de 126 mm. y un máximo de 210 mm.
Respecto al estado de conservación, se puede indicar que de acuerdo a la IUCN, la mayoría de las especies de este género pueden catalogarse en la categoría de «menos preocupante (LC o LR/lc)».

## Especies
- Ctenopharynx intermedius (Günther, 1864)
- Ctenopharynx nitidus (Trewavas, 1935)
- Ctenopharynx pictus (Trewavas, 1935)